# 布里夫卡 (戈羅德尼亞區)
51°46′58″N 31°19′24″E / 51.78278°N 31.32333°E
布里夫卡（烏克蘭語：Бурівка），是烏克蘭北部的村莊，隸屬切爾尼希夫州的切爾尼希夫區。該村始建於1639年，面積5平方公里，海拔高度132米，2006年人口661，人口密度每平方公里132.2人。